# Bassam Tahhan
Pour les articles homonymes, voir Tahan (homonymie).
 (octobre 2016).
Si vous disposez d'ouvrages ou d'articles de référence ou si vous connaissez des sites web de qualité traitant du thème abordé ici, merci de compléter l'article en donnant les références utiles à sa vérifiabilité et en les liant à la section « Notes et références ».
Bassam Tahhan est un arabiste, islamologue et politologue franco-syrien né en Syrie. Il est spécialiste des questions internationales.[réf. nécessaire]

## Biographie
Installé à Saint-Malo depuis le début des années 2010, il y exerce, sans prétentions, une activité de sculpteur de cairns. 
En 2019, il est candidat aux élections européennes, en troisième position sur la liste de l'Union des démocrates musulmans français (UDMF). 

## Publications

### Ouvrages d'enseignements
Bassam Tahhan a collaboré à plusieurs ouvrages d’enseignements de langue et de culture arabe avec Brigitte Trincard Tahhan, son ancienne épouse : (Kullo Tamam, 2 vol., éditions Delagrave, et Voie express Arabe, chez Nathan) et avec Ghaleb Al-Hakkak (Bilarabi Alfasih, cours gratuits en ligne). Il est l’auteur de plusieurs fascicules de stylistique, de traductions et de littérature qui ont été publiés dans les écoles où il avait enseigné.

### Littérature
- Introduction à la poétique arabe Adonis, Anne Wade Minkowski, Bassam Tahhan, éditions Sindbad, 1985

### Mémoires
- Étude des figurines du théâtre d'ombre du musée d'Alep (Karakoz)
- Les Techniques de narration (dans le labyrinthe d'Alain Robbe-Grillet)
- Lignes et couleurs dans l'œuvre de Modigliani (université d'Alep)

### Sources bibliographiques
- « L'arabe dans les grandes écoles », Le Monde,‎ 2 février 1989 (lire en ligne).
- « "L'arabe ne doit pas être considéré comme langue religieuse " nous déclare M. Bassam Tahhan, professeur à l’École polytechnique », Le Monde,‎ 23 novembre 1989 (lire en ligne).
- « «Il y a un énorme vide dans la pensée musulmane contemporaine». Entretien avec Bassam Tahhan, Pr de géopolitique à l'ENSTA et chercheur au CNRS », L'Économiste, no 1576,‎ 6 août 2003 (lire en ligne).
- « «Il faut en finir avec l'épreuve d'Ibn Hanbal» », L'Économiste, no 1581,‎ 3 août 2003 (lire en ligne).
- (en) Philip Jenkins, God's Continent : Christianity, Islam, and Europe's Religious Crisis, Oxford University Press, 2007 (lire en ligne), p. 140.
- « Syrie : l'oubliée de la communauté Internationale ? », France 24,‎ 14 avril 2011 (lire en ligne).